# Українська хокейна ліга
Хокейна Суперліга України (ХСЛУ)  (англ. Ukrainian hockey super league (UHSL)) — об'єднання провідних хокейних клубів України, створене 3 червня 2016 року. Організовувала чемпіонат України з хокею. До грудня 2021 року ліга мала назву Українська хокейна ліга (УХЛ) (англ. Ukrainian hockey league (UHL)).
У сезоні 2021–22 у грудні місяці стався скандал через те що дисциплінарний комітет Федерації хокею України відсторонив від участі в офіційних матчах сімох гравців клубів «Донбас» та «Краматорськ», які залишили склад збірної України. Того ж дня було оголошено про створення Української хокейної суперліги, засновниками якої стали клуби УХЛ «Донбас», «Краматорськ», «Білий Барс» і «Маріуполь». 7 грудня 2021 року – титульним партнером хокейної Суперліги України стала компанія Parimatch Ukraine, а чемпіонат отримав нову назву – чемпіонат хокейної Суперліги Паріматч. 8 грудня 2021 року нова ліга стартувала. 24 лютого 2022 року змагання було скасовано через російське вторгнення в Україну та введення на її території воєнного стану.

## Створення
3 червня 2016 року під час установчої конференції в Києві провідні хокейні клуби України створили «ТОВ „Українська хокейна ліга“» (УХЛ) для організації та проведення національної першості України. У зборах взяли участь відомі українські хокеїсти, тренери, представники Федерації хокею України (ФХУ), представники влади й уповноважені представники восьми клубів-засновників:
1. ХК «Білий Барс» (Біла Церква)
2. ХК «Витязь» (Харків)
3. ХК «Донбас» (Донецьк)
4. ХК «Дженералз» (Київ)
5. ХК «Кременчук» (Кременчук )
6. ХК «Кривбас» (Кривий Ріг)
7. ХК «Крижинка-Компаньйон» (Київ)
8. ХК «Юність» (Харків).

На установчій конференції затвердили Статут УХЛ, представили офіційний логотип, а також озвучили завдання на найближчий період — розробити та затвердити регламент і формат розіграшу медалей майбутнього чемпіонату. Виконавчим директором УХЛ обрали відомого українського хокеїста Сергія Варламова. Після свого створення УХЛ звернулася до Федерації хокею України з пропозицією організувати та провести національний чемпіонат.
25 серпня 2016 року президент Федерації хокею України Анатолій Брезвін і виконавчий директор Української хокейної ліги Сергій Варламов підписали угоду про співпрацю. За умовами угоди, УХЛ набуває статус організатора XXV чемпіонату України з хокею з шайбою в сезоні 2016—2017 років.

## Мета та завдання Ліги
Створення УХЛ передбачає нові підходи до фінансування хокею, забезпечення матеріально-технічної бази українського хокею, формування спортивного резерву, запобігання відтоку професійних гравців та тренерів закордон.
До основних задач Ліги відносятся:
- Організація і проведення чемпіонату України з хокею.
- Всебічне висвітлення діяльності команд УХЛ на телебаченні, в друкованих та інтернет-ЗМІ.
- Розвиток національного хокею шляхом підвищення рівня підготовки хокейних клубів, тренерського складу, суддівського корпусу.

## Структура проведення чемпіонату
УХЛ визначено основні ігрові дні чемпіонату, це — середа, четвер, субота та неділя. Загалом команди повинни проводити по два матчі на тиждень.
Кожна команда повинна мати договір з дитячою школою, а з часом утворити свою ДЮСШ. У перший рік існування ліги — одна вікова група, на наступний рік — ще одна і так далі.
Склад команди: у заявочному списку команди зможе перебувати до 30 хокеїстів, серед яких може бути щонайбільше 10 легіонерів. На кожен матч команда має заявляти щонайменше одного українського воротаря.
Чемпіонат проводиться в два етапи: регулярний чемпіонат і плей-оф. Чемпіон України з хокею, призери чемпіонату і підсумкові місця команд визначаються за підсумками проведення плей-оф.

### Регулярний сезон
Регулярний чемпіонат УХЛ проводиться за коловою системою: в шість кіл, по чотири матчі на своєму майданчику і чотири матчі на виїзді проти кожного суперника. Місця команд в таблиці регулярного чемпіонату визначаються за сумою очок. У разі рівності очок у двох і більше команд, перевагу має та команда, яка:
- має більшу кількість в очних зустрічах між цими командами;
- має кращу різницю забитих і пропущених шайб;
- має більшу кількість закинутих шайб в іграх між цими командами;
- має більшу кількість перемог в усіх матчах регулярного чемпіонату;
- має більшу кількість перемог в основний час у всіх матчах регулярного чемпіонату;
- має більшу кількість перемог в овертаймі і в серії буллітів для визначення переможця гри у всіх матчах регулярного чемпіонату;
- має кращу різницю забитих і пропущених шайб у всіх матчах регулярного чемпіонату;
- має більшу кількість закинутих шайб в усіх матчах регулярного чемпіонату.

За результатами регулярного чемпіонату кращі команди отримують право на участь у серії плей-оф.

### Плей-оф
Пари формуються за принципом: команда, що зайняла найвищу позицію в підсумковій таблиці регулярного чемпіонату, грає з командою, що зайняла найнижчу позицію в підсумковій турнірній таблиці, друга — з передостанньою. Ігри починаються зі стадії півфіналу або 1/4 фіналу. Регламент встановлюється перед початком сезону. Фінальна серія чемпіонату проводиться до чотирьох перемог однієї з команд, максимальна кількість матчів — сім. Перші два матчі та, у разі необхідності, п'ятий і сьомий матчі, проводяться на майданчику клубу, котрий має вищий номер посіву в парі. Переможцем стає команда, яка перемогла в чотирьох матчах серії.

## Кубки та нагороди УХЛ

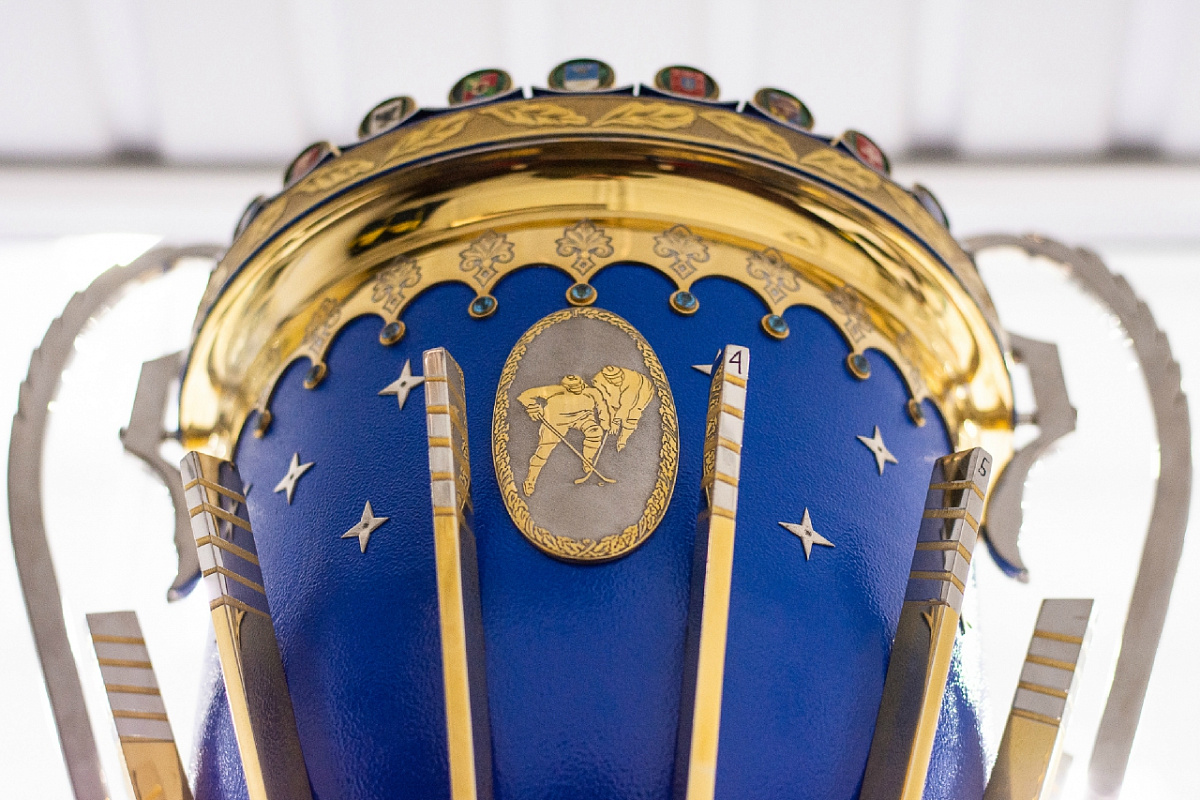
Чемпіонський Кубок України з хокею

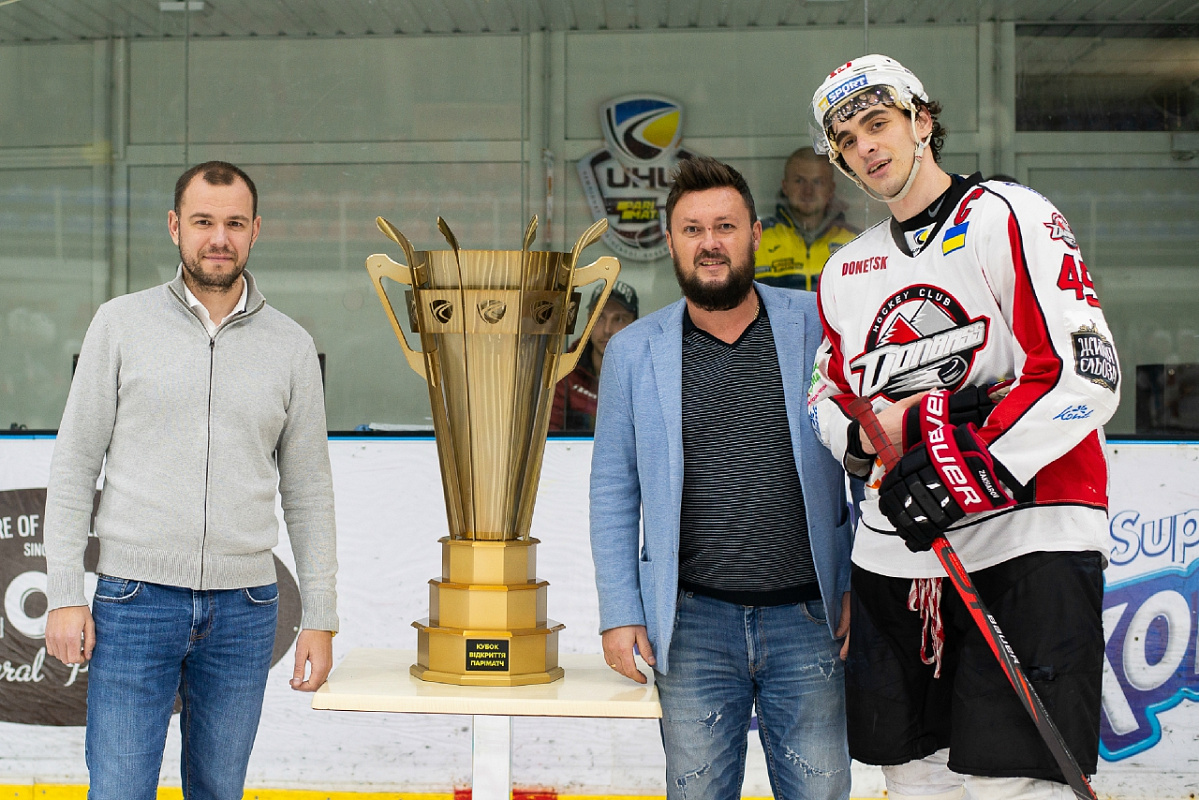
Кубок Відкриття Паріматч. Сезон 2020/2021

### Чемпіонський кубок України з хокею
Головний приз українського хокею виготовлений із золота і срібла 999 проби, нікелю, латуні, малахіту, топазу і іншого цінного сировини. Вага головного трофея більше 30 кг. Чемпіонський кубок України є нагородою перехідною, назва команд і гравців гравіруються на чаші.

### Кубок Відкриття Паріматч
У сезоні 2020/21 Українська хокейна ліга зародила новий хокейний традицію в українському хокеї і з сезону нового переможець матчу-відкриття буде нагороджуватися Кубком Відкриття Паріматч. На Кубку логотип Української хокейної ліги обіграний прорізом в сталевому кільці. Також загальний вигляд Кубка доповнений ключками, як символ цього динамічного виду спорту. Важить Кубок — 24 кілограми.
Володарем першого Кубка Відкриття став «Донбас», який обіграв «Кременчук» з рахунком 3:2.

### Нагороди кращому гравцеві місяця
У сезоні 2017/18 Українська хокейна ліга спільно з офіційним спонсором чемпіонату ТМ «Parimatch» почали визначати кращих гравців за підсумками кожного місяця. В експертну комісію, яка визначє лауреатів місяця, увійшли співробітники УХЛ, а також представник ТМ «Parimatch». Комісія щомісяця визначає кращих гравців на основі індивідуальної статистики, а також вкладу в результаті виступів команд. У першій декаді кожного місяця УХЛ публікує прізвища кращих гравців Ліги в своїх амплуа за попередній місяць: кращий воротар, кращий захисник і кращий нападаючий. Також нагородою відзначається автор найкращої закинутої протягом місяця шайби. Переможці нагороджуються спеціальними призами від ТМ «Parimatch».

### Співпраця з Хокейної Лігою Чемпіонів
Правління хокейної Ліги Чемпіонів вирішило виділити Wild Card для чемпіона України - ХК «Донбас». Таке рішення було прийнято для підтримки визнаних європейських хокейних команд. Домашні матчі найпрестижнішого європейського турніру чемпіон України проводитиме на льоду київського Палацу Спорту.
Відзначимо, що «Донбас» вигравав Континентальний кубок ІІХФ-2013 і виступав в КХЛ в 2012/13 і 2013/14 роках.
Суперниками донеччан в груповому раунді першого історичного сезону української команди в хокейній Лізі чемпіонів стали:
- «Рунгстед» Данія
- «Руан Драгонз» Франція
- «Клагенфурт» Австрія
- «Донбас» Україна

### Церемонія нагородження UHL AWARDS-2019
27 травня 2019 року Українська хокейна ліга вперше в своїй історії провела урочисту церемонію нагородження найкращих гравців, тренерів, менеджерів і спортивних журналістів «Зірки хокейного року» сезону 2018/2019. Захід пройшов в київському Freedom Hall. Партнерами заходу виступили ТМ «Паріматч», телеканал XSPORT, торгові марки «Артвайнері», «Конті», «Житня Сльоза» і «VODA.ua», Авторадіо та Джем ФМ. Систему електронних квитків для церемонії забезпечило квиткове агентство ESPORT.
Церемонію відвідали понад 250 осіб, серед яких були відомі українські спортсмени та зірки шоу-бізнесу, журналісти, представники бізнесу. Після червоної доріжки гостей зустрічала яскрава фото-зона з кубком чемпіона України з хокею від ТМ «Parimatch», а також привітальна зона з частуваннями і напоями від партнерів заходу — торгових марок «Артвайнері», «Житня Сльоза» і «Конті».
Спеціальні виступи для гостей «Зірок хокейного року» підготували переможець проекту «Фабрика зірок-3», фіналіст шоу The Voice of Germany Стас Шурінс, а також переможниця проекту «Шанс», володарка Золотої зірки Алли Пугачової Наталя Валевська.
Номінації:
- Найкращий воротар
- Найкращий захисник
- Найкращий нападник
- Найкращий бомбардир і снайпер чемпіонату
- Найкращий тренер
- Найкращий нападаючий захисного плану
- Найкращий новачок
- Джентльмен на льоду
- Найкращий легіонер
- Номінація «Золота шайба»
- Номінація «Золота ключка»
- Номінація «Золотий свисток»
- Номінація «За вірність грі»
- Номінація «Робота поза льодом»
- Найкращий гравець юніорської хокейної ліги
- Найкращий український гравець на міжнародній арені
- Найкращий гравець чемпіонату України з хокею серед жінок
- Найкраща прес-служба
- Номінація «За підготовку кадрового резерву»
- Найкращі журналісти, що висвітлюють український хокей

Також визначають символічна збірна сезону.
Окремими нагородами в номінації «За внесок в розвиток хокею» відзначаються президенти клубів УХЛ і партнери Ліги.

### Церемонія нагородження UHL AWARDS-2021
28 травня 2021 року Українська хокейна ліга вдруге в своїй історії провела урочисту церемонію нагородження кращих гравців, тренерів, менеджерів і спортивних журналістів «Зірки хокейного року» сезону 2020/2021. Всього церемонія передбачала 24 номінації, за перемогу в яких змагалися 57 номінантів. Визначало переможців експертне журі, до якого увійшли легендарні спортсмени, хокейні функціонери та профільні ЗМІ. До того ж в окремих номінаціях найкращих вибирали вболівальники шляхом голосування, а також капітани, асистенти і тренери клубів УХЛ.
Захід пройшов в київському Freedom Hall, церемонію відвідали відомі українські спортсмени та зірки шоу-бізнесу, журналісти і представники бізнесу.
Партнерами заходу виступили Parimatch, телеканал XSPORT, торгові марки «Моршинська», «Конті», «Житня Сльоза» і «Артвайнері». Автомобільний партнер заходу - дилер «Шкода Интеравто Плюс» (м.Запоріжжя). Нагороди церемонії виготовлені компанією Nagrada.ua., А систему електронних квитків для церемонії забезпечило квиткове агентство ESPORT.
Спеціальні виступи для гостей «Зірок хокейного року» підготували українська співачка і автор пісень, представниця України на конкурсі Євробачення 2010 ALYOSHA, а також суперфіналіст проекту «Голос Країни» Сергій Асафатов. Провели церемонію Андрій Астахов і Марина Машкіна.
Повний список переможців церемонії «Зірки хокейного року-2021»:
- Кращий новачок - Богдан Панасенко («Дніпро»);
- Джентльмен на льоду - Фелікс Морозов («Сокіл») і Дмитро Созонов («Кременчук»);
- Кращий нападаючий оборонного плану - Віктор Туркін («Донбас»);
- Кращий бомбардир - Андрій Сигарьова («Донбас»);
- Золота шайба - Шейн Хеффернан («Крижані Вовки»);
- Золотий свисток - Андрій Кіча та Олександр Паламар;
- Залізна людина - Руслан Ромащенко («Краматорськ») і Андрій Стельмах («Крижані Вовки»);
- Золота ключка - Андрій Міхнов («Сокіл»);
- Робота поза льоду - «Донбас»;
- Кращий легіонер - Андрій Сигарьова («Донбас»);
- Краща спортивна редакція ЗМІ - «Украіна24»
- Краща прес-служба - «Донбас»
- Кращий нападник - Андрій Денискин («Кременчук»);
- Відкриття року - Mariupol Ice Center;
- Кадрова підготовка - «Білий Барс»;
- Кращий воротар - Дмитро Кубрицький («Сокіл»);
- Кращий молодий гравець - Артем Грабовецький («Білий Барс»);
- За лідерські якості та активну участь у громадському житті - Кирило Бондаренко («Маріуполь»);
- Кращий ветеран - Роман Благой («Білий Барс»);
- Кращий захисник - Філіп Пангелов-Юлдашев («Донбас»);
- Кращий тренер - Олег Шафаренко («Сокіл»);
- Символічна збірна - Дмитро Кубрицький, Філіп Пангелов-Юлдашев, Сергій Дорофєєв, Андрій Сигарьова, Андрій Денискин і Андрій Міхнов;
- Меценат року - Parimatch.

## Спонсори і партнери УХЛ

### Спонсори УХЛ
З року в рік УХЛ співпрацює з безліччю компаній і організацій, які всебічно допомагають у розвитку хокею в Україні. У сезоні 2018/2019 ТМ «Parimatch» став титульним спонсором чемпіонату, а саме змагання отримало назву «Чемпіонат України з хокею з шайбою — чемпіонат Української хокейної ліги Парі-Матч». У сезоні 2019/2020 Українська хокейна ліга розпочала співпрацю з квиткових сервісом «Esport».
- ТМ «Parimatch».
- Компанія «КОНТІ»
- Торговий дім «М'ЯСНА ВЕСНА»
- ТМ «Житня сльоза»
- Сервіс «Esport»

### Технічні партнери УХЛ
- «Bauer»
- «Joma»
- «TwoL»
- Арена ВДНГ

### Інформаційні партнери УХЛ
Також УХЛ підписала ряд інформаційних партнерів, які висвітлюють на своїх майданчиках хід чемпіонату УХЛ Паріматч.
- Телеканал «XSPORT»
- Телеканал «ICTV»
- Телеканал «Україна 24»
- Всеукраїнське суспільно-політичне видання «Сегодня»
- Інтернет-сайт OBOZREVATEL
- Спортивний портал Champion
- Спортивний портал Sport.ua
- Спортивний портал Terrikon
- Міський портал міста Маріуполь MRPL.CITY

### Телевізійні трансляції
Права на трансляції матчів належать генеральному інформаційному партнеру УХЛ — телеканалу XSPORT, який охоплює усю територію України. З сезону 2018/2019 всі матчі чемпіонату Української хокейної ліги показуються на сайті XSPORT.ua, а центральні матчі кожного туру, а також матчі стадії плей-офф транслюються в прямому ефірі. Також УХЛ і XSPORT організовують прямі трансляції матчів на Youtube-каналах УХЛ і XSPORT.